# Lulù (Wedekind)
Lulù è una figura dell'immaginario.

## Storia
Nel 1904 nasce dalla penna di Frank Wedekind una tragedia, composta da Erdgeist (Lo spirito della terra) e Die Büchse der Pandora (Il vaso di Pandora), in cui emerge il personaggio di Lulu, in italiano generalmente accentata in Lulù, resa come l'incarnazione tragica e moderna del mito della femme fatale.
L'opera Lulu di Alban Berg e soprattutto un film muto del 1929 di Georg Wilhelm Pabst, Die Büchse der Pandora, consacreranno per almeno il secolo a seguire il personaggio come mito nell'immaginario collettivo. La vera trasformazione del personaggio in mito collettivo sarà opera dell'attrice statunitense Louise Brooks che negli anni venti conquisterà il mondo cinematografico, appunto con il primo film di Pabst. Ripresa in innumerevoli opere artistiche, la figura femminile dai capelli a caschetto neri, il trucco essenziale ma intenso, e gli occhi espressivi, sarà elemento di riferimento per intere generazioni.

## Influenze
Un fumetto che deve molto a Lulù è Valentina, personaggio dei fumetti creato da Guido Crepax, che debutta nel maggio 1965 sulle pagine della rivista Linus. Valentina assumerà il look di Lulù, alla fine della sua adolescenza, proprio ispirandosi al film Il vaso di Pandora. Sempre nel campo dell'illustrazione va ricordato il tributo all'attrice di Leone Frollo con Immaginando Lulù del 1985.
Molti film si ispireranno alla figura di Lulù, come Lulu on the Bridge (1998), Something Wild (Qualcosa di travolgente, 1986), Las Edades de Lulú (Le età di Lulù, 1990), fino al musical di Broadway Spring Awakening (2006, basato su Risveglio di primavera), su musiche di Duncan Sheik e libretto di Steven Sater.
Lulù è dunque un archetipo, una delle tante incarnazioni della femme fatale, un personaggio materializzato di volta in volta dal volto di attrici reali o personaggi immaginari del mondo dell'illustrazione, dove gli elementi conflittuali, a volte autodistruttivi, si sposano con una fortissima pulsione alla seduzione. Nel 2011 uno dei nomi più celebri del rock sperimentale, Lou Reed, insieme all'importante band thrash metal dei Metallica, pubblica un cd, intitolato appunto Lulu, dedicato al personaggio.

## Riferimenti
- Lulu. Il felice incontro di G.W. Pabst e Louise Brooks, in Cinema, nr. 6, 1970.
- Louise Brooks, in Cinema, nr. 133, 1984.
- Troppo Lulu per essere una Garbo qualsiasi, di Katherine Pancol, in L'Europeo, nr. 20, 19 maggio 1984.
- La magia di Louise Brooks. G. W. Pabst e il mito della donna perduta, di Andrea Vannini, in Glittering Images, 1994.